# Lonesome Crow
A Lonesome Crow a német Scorpions együttes debütáló nagylemeze, amely 1972. február 29-én jelent meg. Ez az egyetlen olyan Scorpions album, amelyen a Lothar Heimberg (basszusgitár) és Wolfgang Dziony (dob) felállású ritmusszekció játéka hallható, valamint az egyetlen olyan stúdiólemezük amelynek megírásában Michael Schenker teljes jogú tagként és zeneszerzőként vett részt. Az album később több újrakiadást is kapott, más címekkel és az eredetitől eltérő dalsorrendekkel is napvilágot látott.

## Háttér
Az együttest 1965-ben Rudolf Schenker alapította, mire azonban kialakult a lemezt rögzítő felállás, eltelt pár év. Így Klaus Meine énekes csak 1969-ben csatlakozott az együtteshez. Először 1970-ben vonultak stúdióba a CCA Records kérésére, akiknek két olyan dalt rögzítettek (Action és I'm Goin' Mad) melyeket a debütáló albumra később újra felvettek. Az eredeti felvételek a Das Kalte Paradies című drogellenes filmhez készültek kislemezként azonban nem jelentek meg, habár voltak ilyen tervek (később ezek a  Psychedelic Gems 2 című válogatáson jelentek meg). Ezt követően egy tehetségkutató versenyen vettek részt, amit meg is nyertek, így a jutalmuk egy lemezszerződés lett az újonnan alakult Brain Records égisze alatt.
Ez a kiadó elsősorban krautrock előadókkal foglalkozott, a Scorpions azonban szándékosan egy hard rock orientáltabb stílus felé indult el, habár az előbbi irányzat hatásai sem tűntek el nyomtalanul. A kiadó producernek Conny Plank nevét ajánlotta, aki krautrock és experimentális zenei területeken szerzett magának hírnevet. Klaus Meine elmondása szerint a producer ugyan látott fantáziát az együttesben, de amikor az énekes azzal állt elő, hogy majd Angliában fognak fellépni, csak elnézően mosolygott.
Az együttes már kezdetben is angol nyelvű dalok írásában gondolkozott, noha a nyelvvel akadtak még gondjaik. Ezzel magyarázható a hangszeres részek túlsúlya az énekkel szemben, ugyanis a dalszövegek a nyelvi korlátok miatt lettek feltűnően szűkszavúak. Ez az egyetlen olyan albumuk, ahol a dalok szerzőjénél az egész zenekar fel van tüntetve. Ez úgy nézett ki, hogy a két Schenker testvér felelt a zenéért a másik három tag pedig a szövegekért. A következő albumon viszont már Rudolf Schenker és Klaus Meine lett feltüntetve, mint fő zeneszerző, később Herman Rarebell dobos is csatlakozott hozzájuk alkalomadtán.
Michael Schenker később gyakran szóvá tette, hogy a dalok szerzőinél az együttes van feltüntetve, emlékei szerint a dalokat teljes egészében ő vagy Meine írta. Különösen az In Search of the Peace of Mind című dalt emelte ki, mint teljes egészében saját szerzeményt, amit a zenekar még távozása után is eljátszott a koncertjein néhány alkalommal.
Ezt leszámítva az In Trance album turnéja óta azonban egyetlen dalt sem játszottak élőben a debütáló lemezről.
Az album később számos újrakiadást megélt. Skandináv területen 1976-ban jelent meg, általában különböző címekkel (Gold Rock, Starlight) és borítókkal, sőt az 1981-es japán kiadás esetén az eredetitől eltérő dalsorrenddel volt kapható. Az 1982-es újrakiadás borítóját  Rodney Matthews készítette, az 1986-os CD kiadás érdekessége pedig, hogy a borítón az aktuális felállás látható, tehát a lemezen szereplő zenészek közül csak Meine és Rudolf Schenker.
Az eredeti kiadás borítóján egy kinyújtott férfikar látható, alatta egy skorpióval. A férfi mutatóujja és a skorpió farka egyaránt vérzik, így arra lehet következtetni, hogy a sérülést az állat okozta. A francia kiadás borítóján egy téli táj látható, mögötte egy hatalmas skorpió körvonalaival.
Az album megjelenését egy német turné követte Rory Gallagher, a Uriah Heep és az Atomic Rooster társaságában. Ezt követően a brit UFO zenekarral adtak koncerteket, akik el is csábították magukhoz Michael Schenkert. Ezt követően egy kis időre a Scorpions fel is oszlott, miután az 1972-es esztendőben, több mint 130 koncertet adtak.

## Fogadtatás
Az album megítélése általában vegyes, de leginkább negatív. Az Allmusic visszatekintő cikkében úgy jellemezte az anyagot, amely ugyan melodikus, de egyben sötét és kellően mély is.   Úgy hangzik, mint a Black Sabbath, a Led Zeppelin és a Rolling Stones egy félresikerült kombinációja.
Barry Weber a cikk szerzője kifejti, hogy ugyan Michael Schenker előrukkol néhány emlékezetes dallammal, ennek ellenére az album nem tartja fenn a hallgató érdeklődését.Meine hangja, amely általában tenor, itt lapos és tompa, ezáltal az album a Scorpions egyik leggyengébb kiadványa.
A Forces Paralléles kritikájában 3 csillaggal jutalmazta a lehetséges ötből, egy hatalmas potenciállal rendelkező zenekar tétova debütálásának nevezve az anyagot.
Ugyan az album tartalmaz hard rock elemeket, de inkább a progresszív és a pszichedelikus rock irányába tart, amelynek az egyik csúcspontja az I'm Going Mad című szerzemény. Ebben a mindössze 17 éves Michael Schenker csillogtatja meg tudását.
Az It All Depends dalban az anekdotikus dalszöveget említi a szerző, mely alatt a zene egy rögtönzött jam benyomását kelti.
A Leave Me című dalt úgy jellemzi, melyben Meine veszi át az irányítást, míg a címadót egy olyan dalnak mutatja be, ami túlságosan hosszú, széteső, nincs valódi struktúrája.
Az UDiscover Music német változata kiemelte Meine éretlen hangját, németes akcentusát, valamint az értelmetlen dalszövegeket.
Egy figyelemreméltó karrier első állomásának nevezte az albumot, amely így utólag akár izgalmas felfedezés is lehet.
Taylor Carlson a ZRockR munkatársa úgy jellemezte az anyagot, mely egy érdekes időkapszulát testesít meg a későbbi Scorpions hangzáshoz szokott rajongók számára.
Rob Kemp a Blender magazintól egy halovány Deep Purple hatásoktól sem mentes debütálásnak nevezte az albumot, amelyen érdekes megfigyelni az In Search of the Peace of Mind című dalt, ez ugyanis jól mutatja, hogy ekkoriban mennyire hadilábon állt a zenekar az angol nyelvvel.
A Kerrang! magazin az 1981-es újrakiadás kapcsán jegyezte meg az albumról, hogy az semmiben sem hasonlít a Scorpions későbbi hangzására, valamint hiányolt egy határozott irányvonalat is, habár érdekes lehet meghallgatni Michael Schenker korai zsengéit.
A Classic Rock magazin szerkesztősége beszavazta az együttest arra a listára, amely olyan előadókat gyűjt egybe, akiknek a debütálása elég haloványra sikeredett. Furcsa, iránykereső, pszichedelikus albumként írtak róla, amelynek vannak értékei is, mindenekelőtt Michael gitárszólói és az In Search of the Peace of the Mind című dal.
Ugyanezen magazin, a Scorpions lemezeit rangsoroló listáján a 16. helyet érte el az anyag, míg az Ultimate Classic Rock magazin megegyező tematikájú listáján a 10. lett. 
Kollégáitól eltérően, Chris Westwood a Record Mirror munkatársa meglehetősen pozitívan értékelte az albumot, kiemelve róla az Action és a Lonesome Crow dalokat. Véleménye szerint itt a Cream, a Black Sabbath és a Led Zeppelin vonásai sikeresen ötvöződnek a 60-as évek végén kibontakozó német krautrock irányzattal.
Szintén pozitívan nyilatkozott az albumról a rattle.hu online metal magazin, hasonlóságokat felfedezve néhány ismertebb kortárs előadóval: Az itt és a többi szerzeményben is hallható magas hangfekvésű vokálok miatt nem indokolatlan a Uriah Heep-pel való párhuzam; sokszor a korai Deep Purple-lel érzek rokonságot, és a progresszív rockot játszó, ugyancsak német Eloy -jal való összehasonlítás sem nélkülöz minden alapot (talán nem véletlen, hogy a Scorpions következő dobosa, Jürgen Rosenthal 1975-ben éppen az utóbb említett csapatba igazolt át). A cikk elmondása szerint  a lemez az ifjabb Schenker jutalomjátéka, de ugyanúgy a ritmusszekcióé is. Később már soha nem szól így a basszus, mint itt. És soha nem voltak ilyen hangsúlyosak a kórusok, amelyekben – a kreditek tanúsága szerint – valamennyi zenész részt vett.
A lemezből a mai napig több mint egymillió példány kelt el világszerte.

## Számlista
Az összes szám szerzője Scorpions . 
| 1. | I'm Goin' Mad                  | 4:53 |
| 2. | It All Depends                 | 3:30 |
| 3. | Leave Me                       | 5:06 |
| 4. | In Search of the Peace of Mind | 4:59 |

| 5. | Inheritance   | 4:41  |
| 6. | Action        | 3:56  |
| 7. | Lonesome Crow | 13:31 |

### 1981-es Japán kiadás (The Original Scorpions) számlistája
| 1. | Action         | 3:56  |
| 2. | It All Depends | 3:30  |
| 3. | Lonesome Crow  | 13:31 |

| 4. | I'm Goin' Mad                  | 4:53 |
| 5. | Leave Me                       | 5:06 |
| 6. | In Search of the Peace of Mind | 4:59 |
| 7. | Inheritance                    | 4:41 |

## Közreműködők
Scorpions
- Klaus Meine – ének
- Rudolf Schenker – ritmusgitár
- Michael Schenker – szólógitár
- Lothar Heimberg – basszusgitár
- Wolfgang Dziony – dob

Produkció
- Conny Plank – producer
- Willem Makkee – maszter